# Olga Sjtjerbak
Olga Sjtjerbak (russisk: Ольга Викторовна Щербак tr. Olga Viktorovna Sjtjerbak ; født 14. marts 1998 i Sevastopol, Rusland) er en kvindelig russisk håndboldspiller som spiller for Lada Togliatti og Ruslands kvindehåndboldlandshold.